# Swiss Indoors 2007
Il Swiss Indoors 2007, noto anche come Davidoff Swiss Indoors per motivi di sponsorizzazione, è stato un torneo di tennis giocato sul cemento indoor.
È stata la 38ª edizione dell'evento e faceva parte delle International Series nell'ambito dell'ATP Tour 2007.
Il torneo si è giocato alla St. Jakobshalle di Basilea, in Svizzera, dal 22 al 28 ottobre 2007.

## Campioni

### Singolare
Roger Federer ha battuto in finale  Jarkko Nieminen con il punteggio di 6–3, 6–4

### Doppio
Bob Bryan /  Mike Bryan hanno battuto in finale  James Blake /  Mark Knowles con il punteggio di 6–1, 6–1